# Brygophis coulangesi
Brygophis coulangesi е вид влечуго от семейство Lamprophiidae. Видът е уязвим и сериозно застрашен от изчезване.

## Разпространение
Разпространен е в Мадагаскар.